# Stephon Gilmore
Stephon Stiles Gilmore (nacido el 19 de septiembre de 1990) es un jugador profesional estadounidense de fútbol americano que juega en la posición de cornerback y actualmente milita en los Dallas cowboys de la NFL .

## Biografía
Gilmore asistió a la preparatoria South Pointe High School en Rock Hill, Carolina del Sur, donde practicó fútbol americano, baloncesto y atletismo. Al finalizar la preparatoria, fue considerado como un atleta cuatro estrellas por Rivals.com.
Posteriormente, asistió a la Universidad de Carolina del Sur donde jugó con los South Carolina Gamecocks desde 2009 hasta 2011. En su primera temporada participó en los 13 juegos del equipo y registró 56 tacleadas, seis tacleadas para pérdida, tres capturas (sacks) y una intercepción. En su segundo año, registró 79 tacleadas, tres capturas y tres intercepciones, por lo que fue nombrado al primer equipo All-SEC, mientras que en su tercer y último año con el equipo registró 46 tacleadas y cuatro intercepciones.

## Carrera

### Buffalo Bills

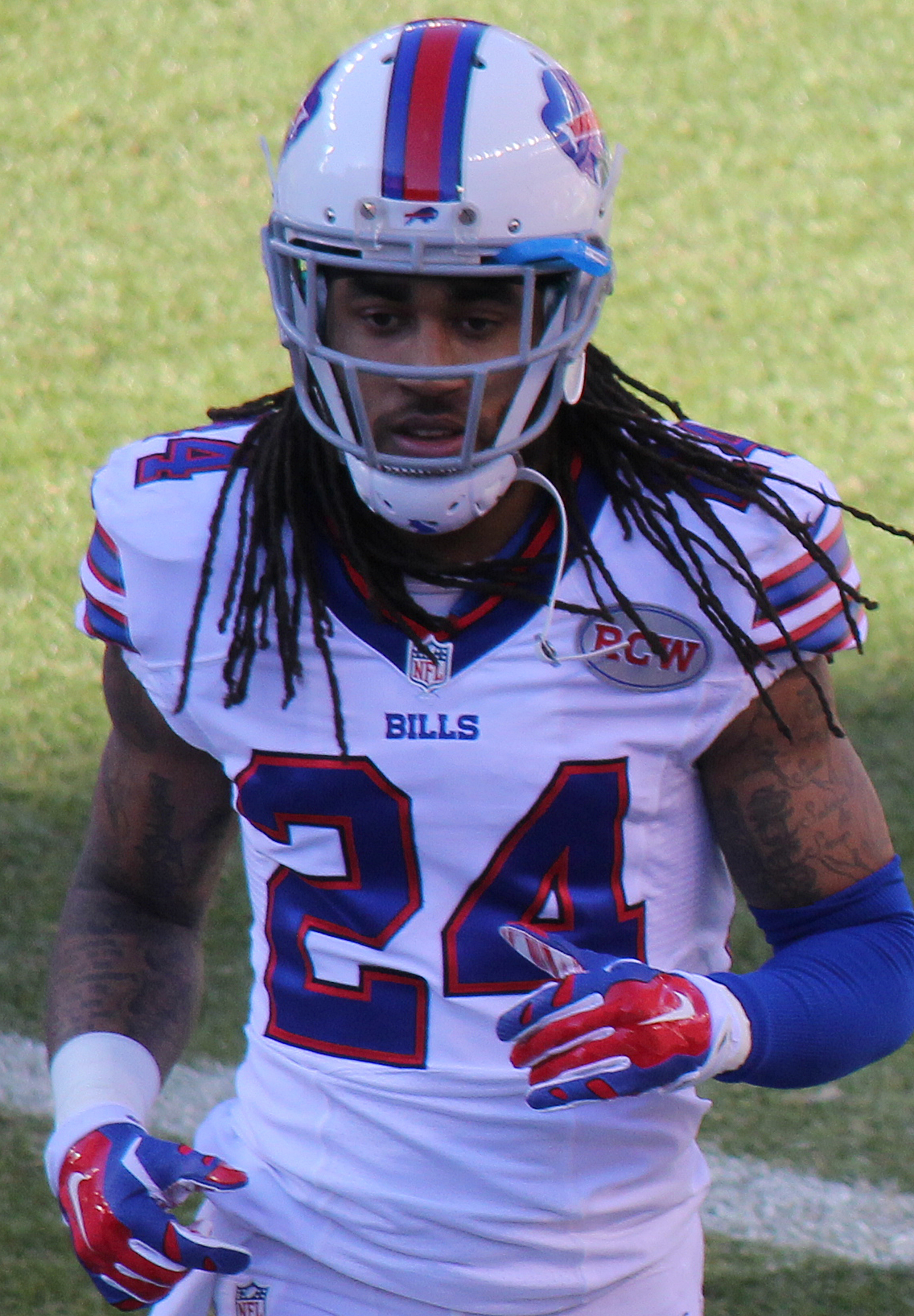
Gilmore con los Bills en 2014.

Gilmore fue seleccionado por los Buffalo Bills en la primera ronda (puesto 10) del Draft de la NFL de 2012 y fue firmado por cuatro años y $12.08 millones.
Gilmore terminó su temporada de novato con 61 tacleadas combinadas (52 en solitario), 16 pases desviados y una intercepción en 16 juegos como titular.
El 26 de agosto de 2013, el entrenador en jefe Doug Marrone anunció que Gilmore sufrió una fractura de muñeca, se había sometido a una cirugía y se esperaba que se perdiera entre 6 y 8 semanas de la temporada. Regresó en la Semana 6 ante los Cincinnati Bengals, y terminó la temporada con 35 tacleadas combinadas (30 en solitario), diez pases desviados y dos intercepciones en 11 juegos.
En 2014, registró 46 tacleadas combinadas (38 en solitario), seis pases desviados y tres intercepciones en 14 juegos como titular. Los Bills terminaron segundos en la AFC Este con un récord de 9-7, pero no clasificaron a la postemporada.
El 28 de agosto de 2015, los Bills ejercieron la opción de quinto año sobre el contrato de novato de Gilmore. El nuevo entrenador en jefe, Rex Ryan, nombró a Gilmore y Ronald Darby como los esquineros titulares para la temporada regular. El 6 de diciembre, Gilmore acumuló dos tacleadas antes de sufrir una lesión en el hombro mientras tacleaba al corredor Akeem Hunt, en la victoria por 30-21 contra los Houston Texans. El 16 de diciembre, fue colocado en la lista de reservas de lesionados por el resto de la temporada después de que se sometió a una cirugía el día anterior para reparar su labrum glenoideo desgarrado. Finalizó la temporada con 36 tacleadas, 18 desviaciones de pase (el más alto de su carrera para ese momento) y tres intercepciones en 12 juegos como titular.
En 2016, Gilmore registró  48 tacleadas combinadas (42 en solitario), 12 desviaciones de pase y cinco intercepciones, la mejor marca de su carrera, en 15 juegos como titular. Sus cinco intercepciones fueron la mayor cantidad de un jugador de los Bills desde que Jairus Byrd interceptó cinco pases en 2012. Por su excelente temporada fue nombrado a su primer Pro Bowl.

### New England Patriots
El 9 de marzo de 2017, los New England Patriots firmaron a Gilmore con un contrato de cinco años y $65 millones que incluye $40 millones garantizados.
Gilmore terminó su primera temporada con los Patriots con 50 tacleadas combinadas (47 en solitario), nueve desviaciones de pase y dos intercepciones en 13 juegos como titular. El 4 de febrero de 2018, registró cuatro tacleadas en solitario y dos pases desviados durante la derrota de los Patriots por 41-33 ante los Philadelphia Eagles en el Super Bowl LII.
En 2018, Gilmore inició los 16 juegos como titular y terminó la temporada como segundo en la liga con 20 pases defendidos. Fue nombrado para su segundo Pro Bowl, fue nombrado al primer equipo All-Pro y fue el esquinero con la clasificación más alta de la liga por Pro Football Focus. Durante el Super Bowl LIII contra Los Angeles Rams, Gilmore interceptó un balón en el cuarto cuarto al mariscal de campo Jared Goff que estaba destinado a su excompañero de equipo Brandin Cooks, sellando la victoria por 13-3 para los Patriots.
En 2019, Gilmore terminó la temporada con 53 tacleadas, 20 pases defendidos y seis intercepciones (líder en la liga), dos de las cuales fueron devueltas para touchdowns. Fue galardonado con el premio al Jugador Defensivo del Año de la NFL en reconocimiento a su excelente temporada. Se convirtió en el primer miembro de los New England Patriots en ganar el premio y el primer esquinero en recibirlo desde Charles Woodson en 2009.
En 2020, Gilmore jugó en solo 11 encuentros luego de dar positivo a COVID-19 y sufrir un desgarro en el cuádriceps. Registró 37 tacleadas, tres pases defendidos y una intercepción. A pesar de ello, fue nombrado a su cuarto Pro Bowl junto a sus compañeros Jake Bailey y Matthew Slater.

## Estadísticas generales
|  | Seleccionado al Pro Bowl                    |
|  | Seleccionado como Jugador Defensivo del Año |

| Año   | Equipo | Juegos | Juegos | Tacleadas | Tacleadas | Tacleadas | Tacleadas | Intercepciones | Intercepciones | Intercepciones | Intercepciones | Intercepciones | Intercepciones | Balones sueltos | Balones sueltos | Balones sueltos | Balones sueltos |
| Año   | Equipo | GP     | GS     | Comb      | Total     | Ast       | Sck       | PDef           | Int            | Yds            | Avg            | Lng            | TDs            | FF              | FR              | Yds             | TDs             |
| ----- | ------ | ------ | ------ | --------- | --------- | --------- | --------- | -------------- | -------------- | -------------- | -------------- | -------------- | -------------- | --------------- | --------------- | --------------- | --------------- |
| 2012  | BUF    | 16     | 16     | 61        | 52        | 9         | 0.0       | 16             | 1              | 23             | 23.0           | 23             | 0              | 2               | 0               | --              | --              |
| 2013  | BUF    | 11     | 9      | 35        | 30        | 5         | 0.0       | 10             | 2              | 0              | 0.0            | 0              | 0              | 0               | 1               | 0               | 0               |
| 2014  | BUF    | 14     | 14     | 46        | 38        | 8         | 0.0       | 6              | 3              | 61             | 20.3           | 27             | 0              | 1               | 0               | --              | --              |
| 2015  | BUF    | 12     | 12     | 36        | 36        | 0         | 0.0       | 18             | 3              | 33             | 11.0           | 29             | 0              | 0               | 0               | --              | --              |
| 2016  | BUF    | 15     | 15     | 48        | 42        | 6         | 0.0       | 12             | 5              | 135            | 27.0           | 49             | 0              | 0               | 0               | --              | --              |
| 2017  | NE     | 13     | 13     | 50        | 47        | 3         | 0.0       | 9              | 2              | 59             | 29.5           | 39             | 0              | 0               | 0               | --              | --              |
| 2018  | NE     | 16     | 16     | 45        | 40        | 5         | 1.0       | 20             | 2              | 0              | 0.0            | 0              | 0              | 2               | 1               | 0               | 0               |
| 2019  | NE     | 16     | 16     | 53        | 44        | 9         | 0.0       | 20             | 6              | 126            | 21.0           | 64             | 2              | 0               | 1               | 0               | 0               |
| 2020  | NE     | 11     | 11     | 37        | 30        | 7         | 0.0       | 3              | 1              | 15             | 15.0           | 15             | 0              | 1               | 0               | --              | --              |
| Total | Total  | 124    | 122    | 411       | 359       | 52        | 1.0       | 114            | 25             | 452            | 18.1           | 64             | 2              | 6               | 3               | 0               | 0               |

Fuente: Pro-Football-Reference.com